# Acadia National Park
Acadia National Park is een nationaal park in het zuidoosten van de staat Amerikaanse staat Maine. Het beschermt een groot gedeelte van Mount Desert Island en een aantal kleinere eilanden voor de Atlantische kust. Het gebied bestaat uit bergen, kustlijn, bossen en meren. Naast Mount Desert Island omvat het park een groot gedeelte van het Isle au Haut, een klein eiland ten zuidwesten van Mount Desert Island. Ook een deel van het Schoodic-schiereiland op het vasteland van Maine is onderdeel van het park.

## Geschiedenis
Het park werd gesticht als het Sieur de Monts National Monument op 8 juli 1916 onder het beheer van de National Park Service. Op 26 februari 1919 werd het een National Park met de naam Lafayette National Park als eerbetoon aan de Markies de la Fayette, een invloedrijke steunbetuiger aan de Amerikaanse Onafhankelijkheidsstrijd. Op 19 januari 1929 werd de naam van het park veranderd in Acadia National Park.
Op 17 oktober 1947 werd 40 km² van het park door brand verwoest. De brand was ontstaan op het vasteland in een cranberry-veen. De bosbrand was er één uit een serie van branden die een groot deel van de bossen van Maine verwoestte als gevolg van de uitzonderlijke droogte in dat jaar. Het vuur brandde dagenlang en werd bestreden door de Coast Guard (Kustwacht V.S.), het Amerikaanse leger, de Amerikaanse marine, de lokale bevolking en medewerkers van de National Park Service. Het herstel van het park werd voor een deel gesteund door de familie Rockefeller. Men heeft hierbij gekozen voor een natuurlijk herstel van het gebied, waardoor volgens sommigen het park mooier is geworden dan voor de brand, omdat de diversiteit in de fauna is toegenomen.

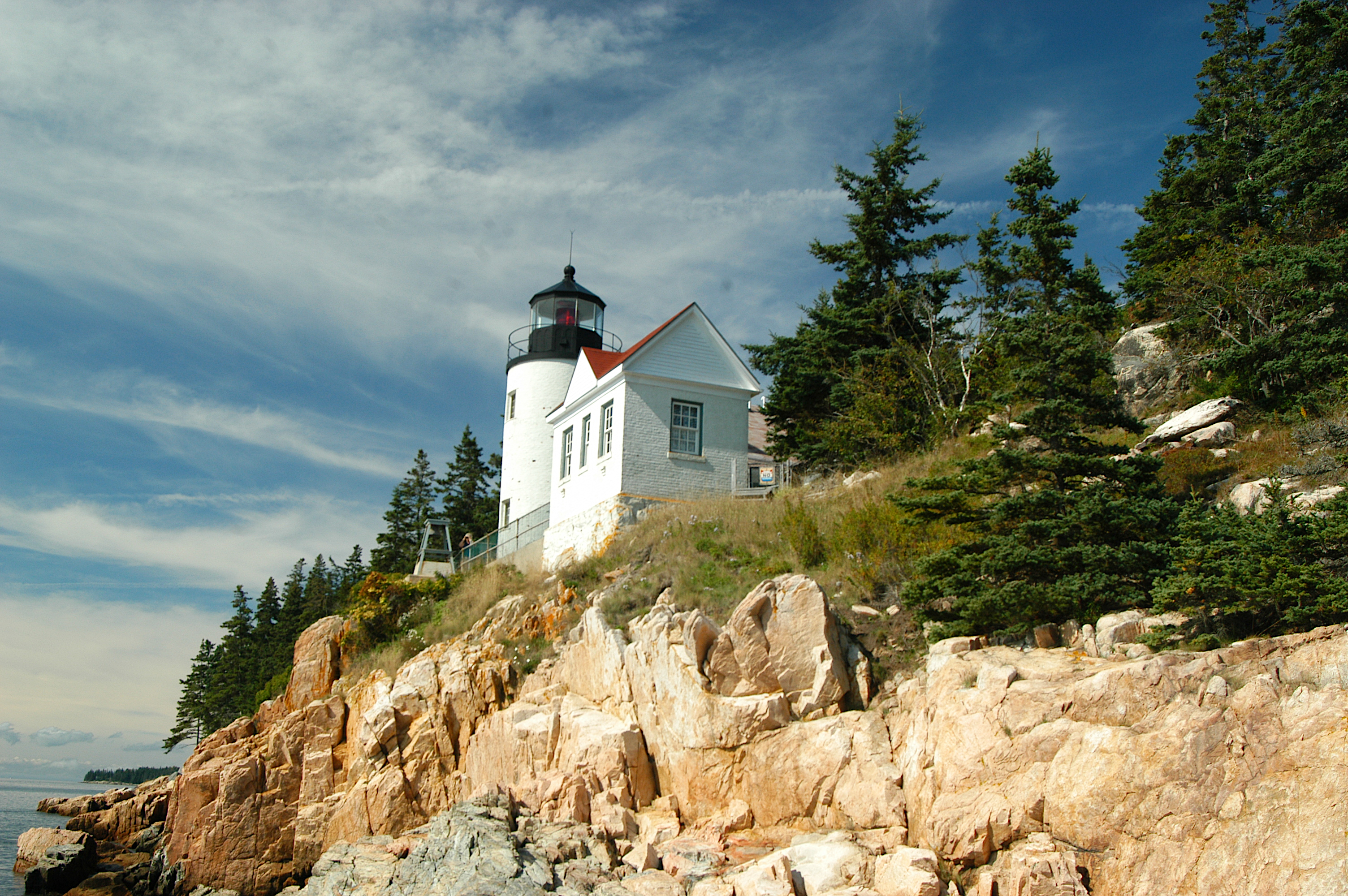
Vuurtoren Bass Harbor in het park

De stad Bar Harbor ligt in de noordoost hoek van het eiland. Cadillac Mountain aan de oostkant van het eiland is een bekende toeristische attractie omdat dit een van de eerste plaatsen in de Verenigde Staten is waar men de zon kan zien opkomen. Een groot deel van de toeristische wegen in het park werden oorspronkelijk gebouwd door John D. Rockefeller, Jr., waarbij erg goed rekening is gehouden met de bescherming van de bomen en de contouren van het landschap.

## Fauna

### Amfibieën en reptielen
Het park herbergt 11 soorten amfibieën, waaronder kikkers, salamanders en één paddensoort. Daarnaast komen er 5 verschillende soorten (niet-giftige) slangen voor.
Het meest gevaarlijke reptiel dat hier voorkomt is de bijtschildpad.

### Vogels
Het Acadia National Park is, met meer dan 300 vogelsoorten, een waar paradijs voor vogelliefhebbers. Vooral de eilanden voor de kust zijn erg in trek als broedgebied voor talrijke vogels, zoals eidereenden, verschillende soorten roofvogels, reigers, en allerlei andere watervogels. Ook de slechtvalk en de Amerikaanse zeearend broeden in het park.

### Vissen
In de meren en vennen van het park komen zo'n 24 verschillende vissoorten voor, zoals enkele forellensoorten , baarzen en zalmen.

### Zoogdieren
In het park leven ongeveer 40 verschillende soorten zoogdieren, waaronder rode en grijze eekhoorns, chipmunks, witstaartherten, elanden, bevers, stekelvarkens, muskusratten, vossen, coyotes, rode lynxen en zwarte beren. Soorten die vroeger op het eiland voorkwamen zijn onder andere de poema en de wolf. Men vermoedt dat deze laatste soorten het gebied verlaten hebben vanwege het geringe aantal kleine prooidieren en de nabijheid van de mens. Vele andere zeedieren komen in het omringende gebied en de kustwateren voor.

## Flora
Het park heeft een rijk gevarieerd plantenleven. In totaal komen er meer dan 1100 verschillende soorten voor. Al in de jaren tachtig van de 19e eeuw kwamen studenten van de Harvard-universiteit hiernaartoe om in dit gebied het plantenleven te bestuderen.